# 3940 Larion
3940 Larion eller 1973 FE1 är en asteroid i huvudbältet som upptäcktes den 27 mars 1973 av den sovjetisk-ryska astronomen Ljudmila Zjuravljova vid Krims astrofysiska observatorium på Krim. Den har fått sitt namn efter den sovjetiska och ryska skådespelaren Larisa Golubkina.
Asteroiden har en diameter på ungefär fem kilometer och den tillhör asteroidgruppen Hungaria.